# 霍氏櫛鱗鰨
霍氏櫛鱗鰨為輻鰭魚綱鰈形目鰨亞目鰨科的其中一種，為熱帶海水魚，分布於中太平洋東部O'ahu島海域，棲息深度1-27公尺，體長可達3.6公分，棲息在珊瑚礁邊緣的沙底質底層水域，生活習性不明。